# مشتر بارد

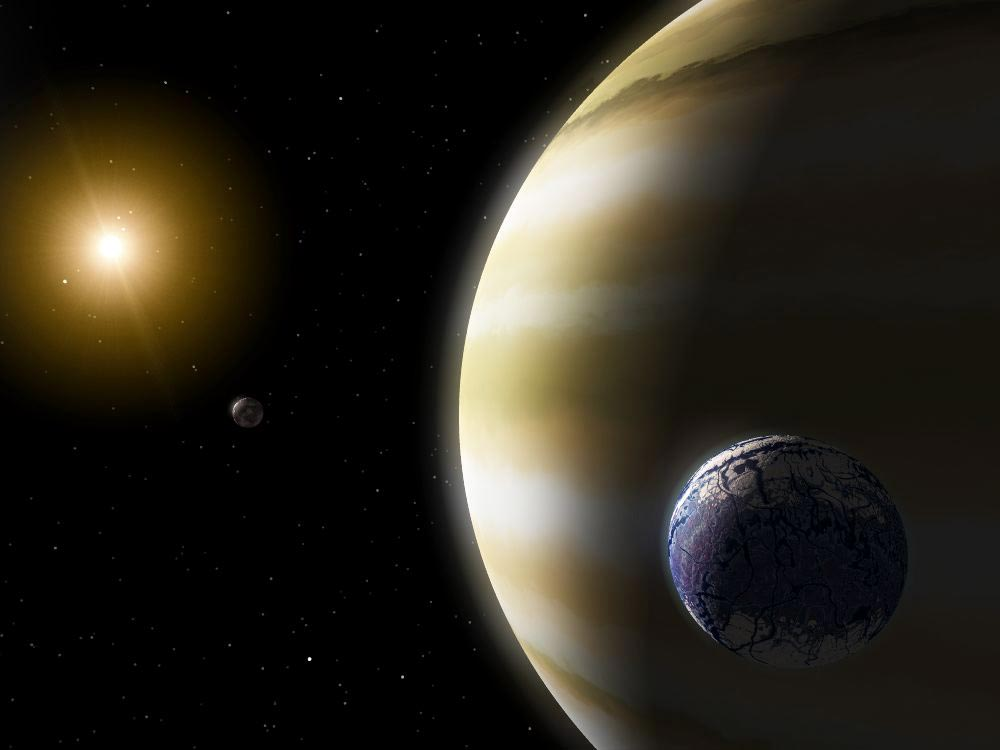
رسم تخيلي لكوكب مُشْتَرَوِيّ بارد.

المشتري البارد (بالإنجليزية: Cold Jupiter)‏ هو عبارة عن نوع من الكواكب الغازية غير الشمسية والكواكب التي تنتمي إليه تملك كتلة قريبة أو تفوق كتلة كوكب المشتري وتبعد عن نجومها مسافة مشابهة للتي يبعدها المشتري عن الشمس ومن هنا جاءت تسمية «البارد». وفي نظامنا الشمسي المثالان الرئيسيان لهذا النوع من الكواكب هما المشتري وزحل
.